# Lenyadri

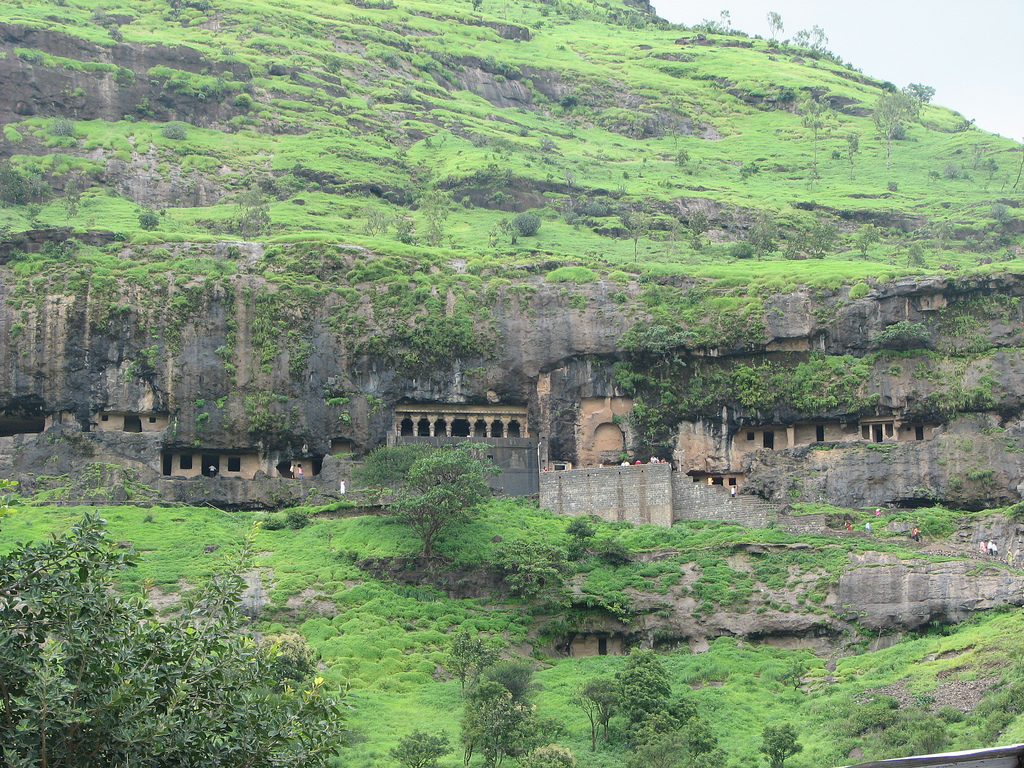
Lenyadri-Höhlenkloster

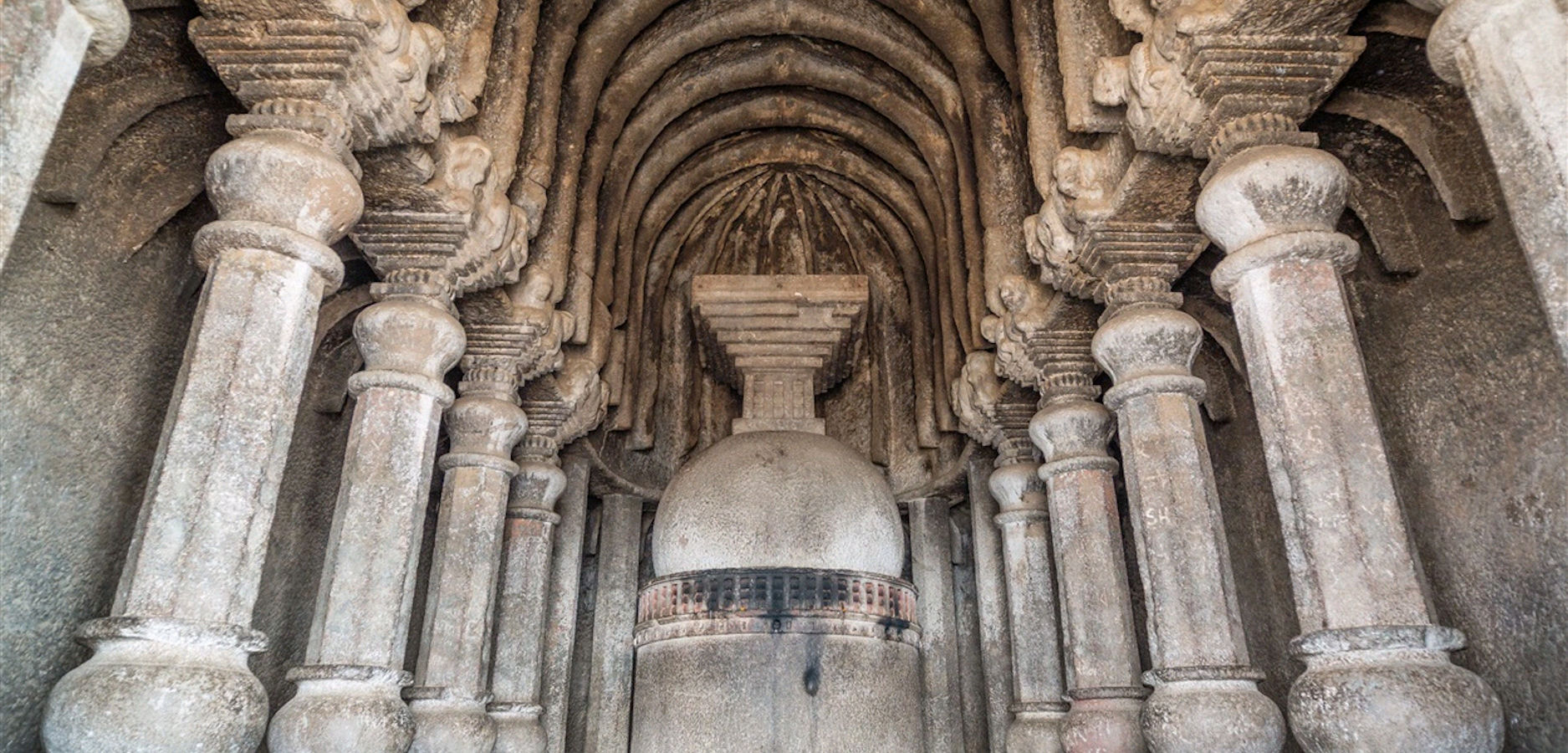
Chaitya-Halle Nr. 6 mit Scheingewölbe, Stupa und äußerem Umwandlungsgang (pradakshinapatha)

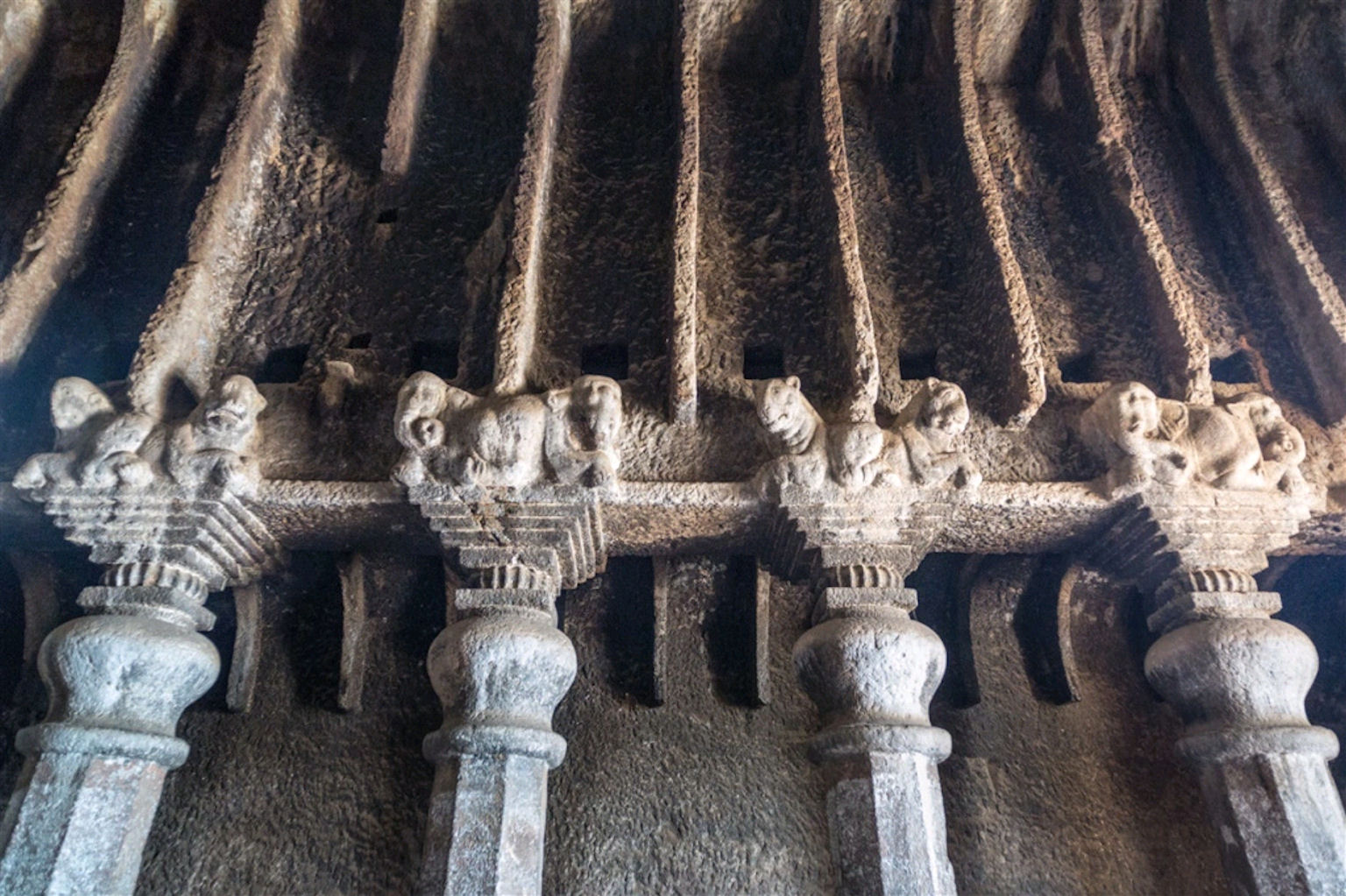
Chaitya-Halle 6, Details

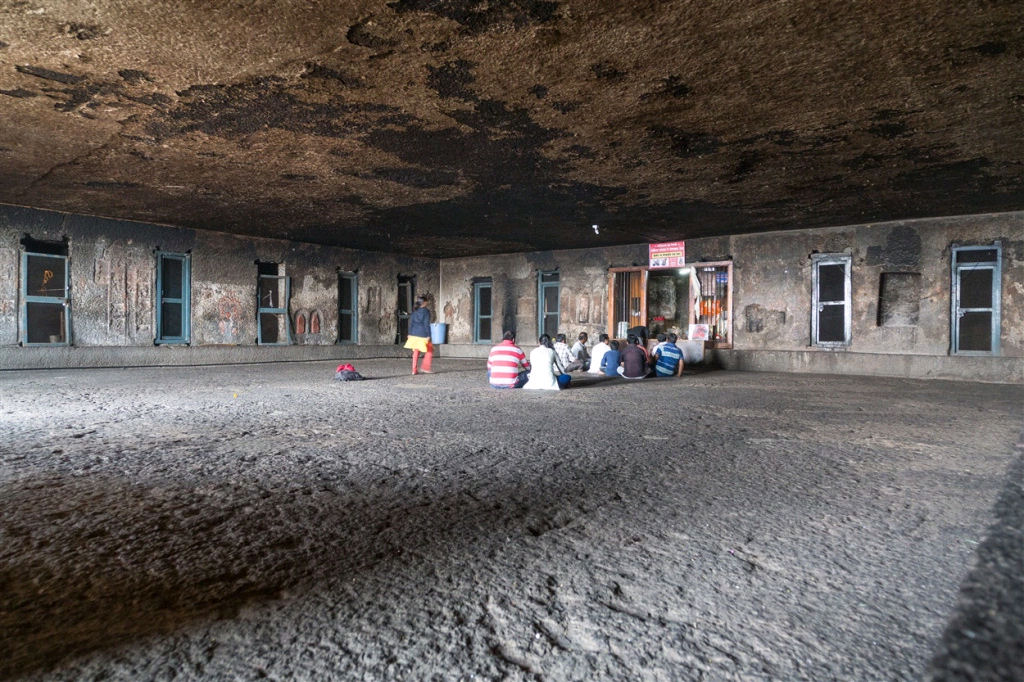
Vihara-Halle Nr. 7 mit Hindu-Pilgern

Die etwa 40 Lenyadri-Höhlen („Berghöhlen“) bilden zusammen ein buddhistisches Höhlenkloster bei der Stadt Junnar im indischen Bundesstaat Maharashtra.

## Lage
Die etwa 100 m über der Talsohle und insgesamt ca. 900 m hoch gelegenen Lenyadri-Höhlen sind zumeist nach Süden orientiert; sie befinden sich in einer Felswand etwa 5 km (Fahrtstrecke) nordöstlich von Junnar.

## Datierung
Die der Hinayana-Strömung des Buddhismus zuzurechnenden Höhlen stammen aus der Zeit zwischen dem 3. Jahrhundert v. Chr. bis zum 3. Jahrhundert n. Chr.

## Beschreibung
Die von Mönchen (bhikkhus) und Hilfskräften in den Fels hineingetriebenen Höhlen sind von 1 bis 26 nummeriert; es gibt aber noch weitere unnummerierte Monumente. Die Höhlen 6 und 14 sind Kulträume (chaityas); alle anderen sind Wohnhöhlen (viharas) mit Mönchszellen in den Außenwänden. Zwischen den Höhlen gibt es mehrere Zisternenbecken, von denen zwei Inschriften tragen. Die Höhle 7, mit den Maßen von ca. 17,50 m × 15,50 m eine der größten Hallen ohne Stützen in ganz Indien, wurde zu einem unklaren Zeitpunkt in einen hinduistischen Kultplatz umgewandelt und ist dem Gott Ganesha gewidmet. Höhle 14 ist eine kleine flachgedeckte und weitgehend schmucklose Chaitya-Halle mit einem Stupa mit Zaun-Reliefs (vgl. harmika und vedika).